# أنور يوسف توراني
أنور يوسف توراني (بالأيغورية: ئەنۋەر يۈسۈپ تۇرانى) هو سياسي وناشط أمريكي من إثنية الأويغور.

## النشأة والدراسة
وُلد توراني في عائلة وصفت من قبل الحكومة الصينية بأنها معادية للثورة الشيوعية ومناصرة لقومية الأويغور والانفصالية، نشأ توراني في معسكر للعمل حيث واجه المصاعب الاقتصادية والقمع السياسي. التحق بعدها بجامعة كاشغر للأساتذة حيث تخرج من قسم الفيزياء في يوليو من عام 1983.
في 12 أغسطس 1988، انتقل توراني إلى الولايات المتحدة حيث أصبح أول شخصية سياسية من إثنية الأويغور. في عام 1995، أنشأ توراني مركز الحرية الوطني في تركستان الشرقية، وهي منظمة غير ربحية لحقوق الإنسان يقع مقرها في واشنطن العاصمة. كما يعد أول شخصية تبدأ حركة الاستقلال في تركستان الشرقية في الولايات المتحدة.
في عام 2004، أنشأ توراني برفقة نشطاء بارزين مناصرين لاستقلال الأويغور حكومة تركستان الشرقية في المنفى وانتُخب توراني أول رئيس لوزراءها.

## النشاط الحقوقي

### مركز تركستان الشرقية للحرية الوطنية
كرئيس لمركز الحرية الوطني في تركستان الشرقية، نظّم توراني مظاهرات ومؤتمرات وأحداث ثقافية تتعلق بقضايا تركستان الشرقية. كما التقى بالعديد من الشخصيات الدولية، بما في ذلك الرئيس الأمريكي بيل كلينتون، والزعيم التبتي دالاي لاما والرئيس التايواني تشن شوي بيان، في محاولة لكسب استعطافهم ودعمهم في إنهاء احتلال بلاده.
في أبريل 1996، التقى توراني مع دالاي لاما الرابع عشر تينزن غياتسو، لتشكيل تحالف بين تركستان الشرقية والتبت ضد الحكومة الصينية. في وقت لاحق من ذلك الشهر، قام توراني وممثلو التبت المحتلة ومنغوليا الداخلية بتنظيم «مسيرة الاستقلال» أمام السفارة الصينية في واشنطن العاصمة إلى الأمم المتحدة في مدينة نيويورك. في نهاية المسيرة التي استمرت أسبوعين، تحدث توراني أمام مقر الأمم المتحدة عن انتهاكات حقوق الإنسان الصينية في حق أقلية تركستان الشرقية منذ عام 1949.
في يونيو 1997، قام توراني بدعم من حركة استقلال التبت، بقص أحد النجوم الخمسة عن العلم الوطني للصين أمام الأمم المتحدة. أزال توراني النجمة كبادرة رمزية للتعبير عن رغبة أمته بالتحرر من الاحتلال الصيني.
في فبراير 1998، زار توراني تايوان بدعوة من الاتحاد العالمي للجمعيات التايوانية مع أركين آلبتكين والأخ الأكبر للدالاي لاما البروفيسور ثوبتن جيغمي نوربو ووزير الداخلية السابق لحكومة التبت في المنفى تاشي جاميانغ لينغ' وجوهنار باش نائب رئيس حزب الشعب المنغولي الجنوبي. حيث قابلوا نشطاء استقلال تايوان وأعضاء الحزب التقدمي الديمقراطي المؤيد لاستقلال تايوان أبرزهم رئيس مجلس اليوان التشريعي التايواني ليو سونغ بان والرئيس السابق لتايوان تشن شوي بيان وعمدة مدينة كاوهسيونغ فرانك هسيه.
في 4 يونيو 1999، التقى توراني بالرئيس الأمريكي بيل كلينتون لإقناعه بدعم حركة الاستقلال في تركستان الشرقية. حيث أخبره بأن تركستان الشرقية تؤيد شن حرب استقلال ضد الصين من أجل استقلالها. حيث ادعى توراني أنه تم تمويله من قبل الأويغور الأثرياء في المملكة العربية السعودية.
في 20 يوليو 2001، تلقى توراني خطابًا من وزارة الخارجية الأمريكية نيابة عن الرئيس جورج دبليو بوش ردًا على خطاب توراني الأولي بشأن الاحتلال الصيني لتركستان الشرقية. في هذه الرسالة، أعربت حكومة الولايات المتحدة عن استعدادها لحماية «حقوق الإنسان الأساسية - الحق في حرية تكوين الجمعيات والتجمع والدين والمعتقدات والتعبير - للأويغور وغيرهم ممن يعيشون في الصين».

### حكومة تركستان الشرقية في المنفى
في 14 سبتمبر 2004، أعلن أنور يوسف توراني عن إنشاء «حكومة تركستان الشرقية في المنفى» في واشنطن العاصمة، وانتخب رئيسًا لوزراءها.
بناء على ذلك، عبر المتحدث باسم وزارة الخارجية الصينية كونغ تشوان علنًا عن استيائه، مشيرًا إلى إرهاب هذه الجماعات في منطقة شينجيانغ. فيما صرحت حكومة الولايات المتحدة في نوفمبر قائلة «"لا تعترف بأي حكومة في المنفى لتركستان الشرقية، ونحن لا ندعم أي كيان من هذا القبيل"».
في عام 2006، اتهم برلمان حكومة تركستان الشرقية في المنفى أنور يوسف توراني بانتهاك دستورها، وحُظر بشكل دائم من التواجد في حكومة وبرلمان تركستان الشرقية المنفى بعد انضمامه إلى الحزب الحزب الإسلامي التركستاني.
في عام 2007، انتقد توراني جمهورية الصين الشعبية لسجنها الإمام الأويغوري هوسينكان سيليل. قارن توراني اعتقال سيليل باعتقال ربيعة قدير وافترض أن الصين أرادت استخدام سيليل كورقة ضغط ضد كندا التي يحمل الأخير جنسيتها. يعالج توراني القضايا والمشاكل الرئيسية التي تواجه أهل تركستان الشرقية في الداخل والخارج. حيث ينشر بانتظام بيانات صحفية باللغة الأويغورية لتوعية الشعب الأويغوري بتاريخهم ووضعهم وإطلاعهم على طريق الاستقلال.
في عام 2011، اتهمت ربيعة قدير الحكومة الصينية بزراعة العديد من حكومات الأويغور في المنفى عمدا بغية تقسيم الشعب الأويغوري. كما تعتقد أن حركات الاستقلال الانفصالية تحظى بدعم أقل في المجتمع الدولي وترى أن الدفع من أجل زيادة لحق تقرير المصير في الصين الموحدة هو نهج استراتيجي أفضل.